# Castello di Velenje
Il castello di Velenje (in sloveno Velenjski grad) è un castello ben conservato a Velenje, città della Slovenia. Il castello è stato di proprietà della famiglia Kunšperk, seguiti poi dai loro parenti Ptujs e le famiglie Liechtenstein. Il castello attualmente ospita un museo di arte e cultura.

## Descrizione
Il castello è situato sopra la sua città di Velenje, nella valle di Šalek (in sloveno Šaleška dolina), si trova sulla sommità di una collina nella zona ovest della città. Nel corso dei secoli il castello, insieme ad altri due nelle sue vicinanze, Šalek e Ekenštajn, ha svolto un ruolo chiave nel controllo delle rotte dal bacino del Celje alla Carinzia.
Gli scavi archeologici hanno rivelato che la valle dove si trova il castello fu una zona dell'insediamento dell'uomo preistorico. Fin dal Medioevo, la valle di Šalek era conosciuta anche come "valle dei castelli" per gli oltre venti castelli che vi si trovano.
Il castello è raggiungibile da un sentiero a piedi che parte dalla stazione degli autobus della città.